# Наос
Наос (от гръцки: ναός – църква, храм) е термин в сакралната (храмова) архитектура и представлява най-голямата, средна част от вътрешността на един храм.
В древногръцките храмове, ориентирани обикновено в посока изток – запад, в наоса се намира статуята на божеството.
В християнските храмове в наоса се влиза от запад, от притвора, а на изток наосът е отделен от олтара с иконостаса. Тази централна храмова част се нарича още и земна църква, а понякога и неф/нефа (кораб), независимо от формата си. 
Пространството на наоса е оформено така, че да осигурява извършването на литургията и тайнствата от свещенослужителите и дяконите пред миряните, събрали се тук да присъстват и участват в богослужебните последования. В наоса са разположени иконостасът, солеят, клиросите/певниците, амвонът и владишкият (архиерейският) трон. Всеки от тези елементи изпълнява определена роля в хода на действието.
Влизането в наоса от притвора става през три врати (в по-големите храмове), средната от които носи названието „Царски врати“, по традиция от времето, когато през нея минавал императорът, след като съблече горната си царска дреха, за да присъства на богослужението като обикновен мирянин.
В средното поле на наоса (понякога в първото му южно поле, близо до южния вход в олтара) е поставена икона на храмовия патрон. Втора икона на покровителя (патрона) на храма има в царския ред на иконостаса, по правило до иконата на Св. Богородица, отляво на „Светите двери“.
В северната част на наоса се помества амвонът, от който се четяло Светото писание, произнасяли се проповедите и се пеели псалми, а в южната част е „Владишкият трон“.
Платформата на солея и клиросите са свързани с определени ритуали. По време на богослужението свещенослужителите неколкократно излизат от олтара и прекадяват с тамян цялото църковно пространство. Излазът е през северната дяконска двер/двери, следва движение на юг по солея пред иконите на иконостаса, след това през наоса на запад и обратно връщане през южната дяконска двер („райските двери“).